# Marcel Aymé

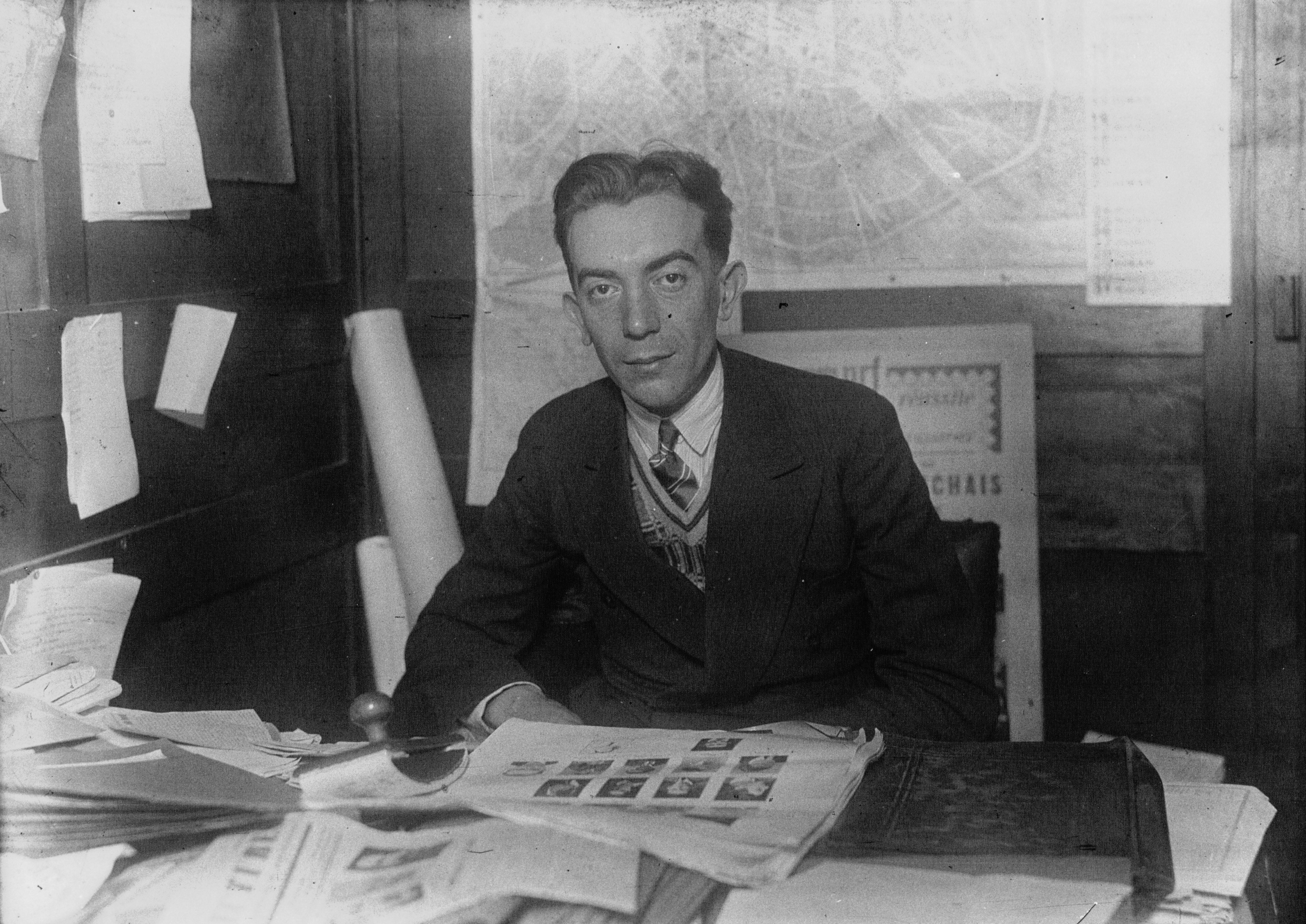
Marcel Aymé (1929)

Marcel Aymé (Joigny, 29 maart 1902 – Parijs, 14 oktober 1967) was een Frans schrijver. Aymé was een heel productief schrijver: hij is de auteur van zeventien romans, tientallen korte verhalen, een tiental toneelstukken, twee essays en meer dan honderdzestig artikelen.
Toen Aymé twee jaar oud was overleed zijn moeder. Zij liet zes kinderen na van wie Marcel de jongste was. Vader Aymé besloot zijn opvoeding aan zijn schoonouders toe te vertrouwen. Zo kwam Aymé terecht in Dole in de Franche-Comté, de streek waarvan zijn beide ouders afkomstig waren.
Aymé was een middelmatig leerling. In dat verband zei hij zelf dat hij dat geworden was tijdens de Eerste Wereldoorlog, hij las veel liever dan hij studeerde.

Een ernstige ziekte maakte een einde aan zijn ingenieursstudies. Na zijn genezing moest hij nog zijn legerdienst vervullen en werd hij naar bezet Duitsland gezonden (1922-1923). Na zijn demobilisatie ging hij naar Parijs. Hij beproefde er zijn geluk als bankbediende, verzekeringsmakelaar en journalist. In 1925 werd hij opnieuw ziek. Aymé schreef toen zijn eerste roman, Brûlebois, die in de Cahiers de France werd gepubliceerd. Zijn tweede roman Aller-Retour bood hij met succes aan de belangrijke uitgever Gallimard aan. Het boek verscheen in 1927. Vanaf dan kwam er elk jaar nieuw werk van hem op de markt. Zijn doorbraak kwam met de publicatie van La Jument Verte (1933), een heus financieel succes. Hij begon vanaf nu ook opdrachten te aanvaarden in de filmwereld.

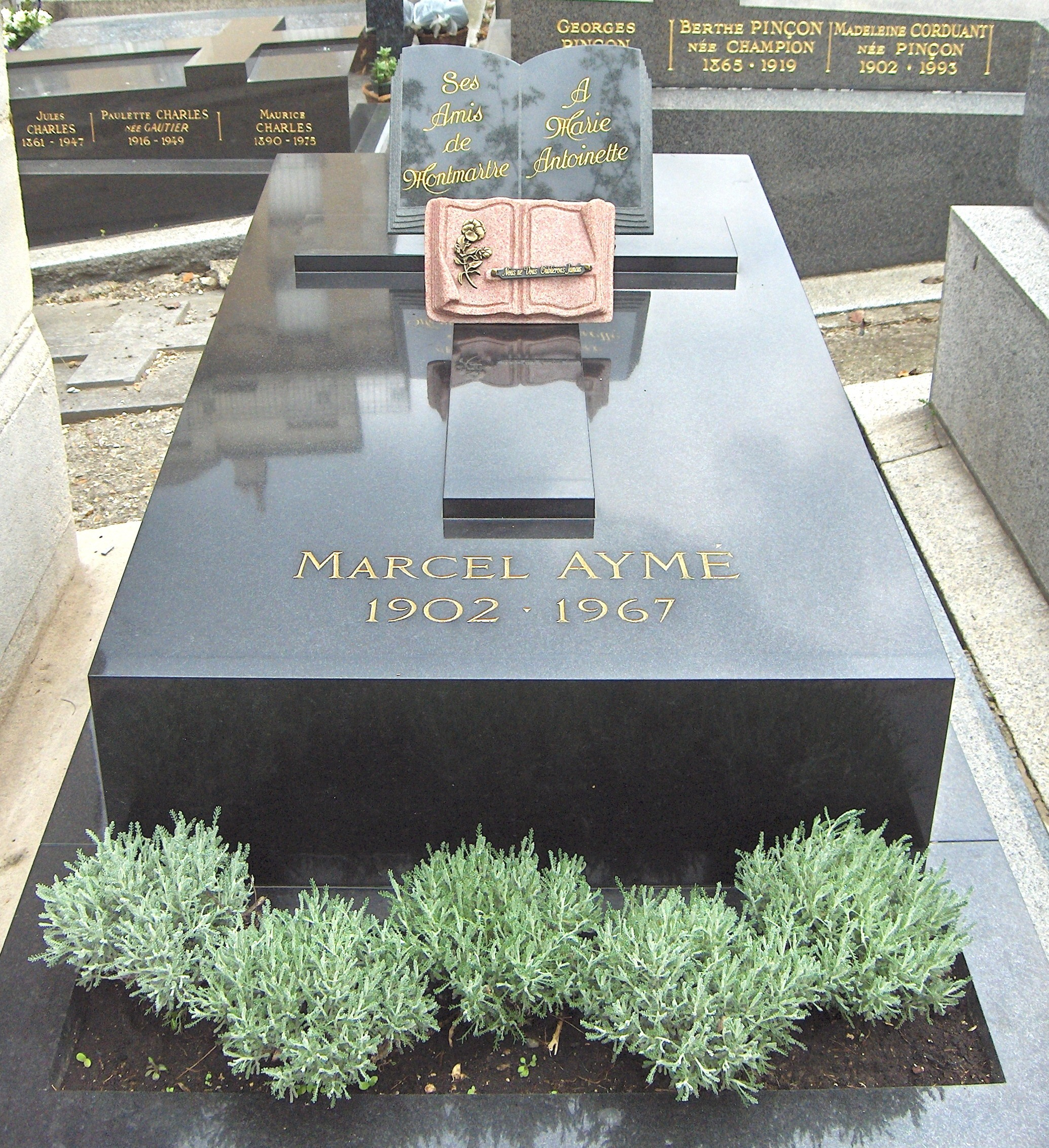
Graftombe van Marcel Aymé

Aymé bleef erg gehecht aan de Franche-Comté, zoals blijkt uit een aantal romans zoals La Table aux crevés (1929) waarvoor hij op 27-jarige leeftijd de Prix Renaudot ontving. Ook La Jument Verte, Gustalin (1938) en La Vouivre (1941) spelen zich af in de Jura. Toch werd hij een echte Parijzenaar: romans als La Rue sans nom (1930), Le Bœuf clandestin (1939) en Travelingue (1941) spelen zich respectievelijk af in de wereld van de lagere klassen, de kleine burgerij en de intellectuelen en snobs.
Deze laatste roman vormt het eerste luik van een saga die de vooroorlogse periode, de Tweede Wereldoorlog en de naoorlogse periode omvat. Travelingue heeft het Front Populaire als achtergrond, Le Chemin des écoliers (1946) roept de tijd van de Duitse bezetting op en Uranus (1948) beschrijft de afrekeningen ten tijde van de repressie.
Met zijn ook in het Nederlands vertaalde verhalen voor kinderen, Les Contes du chat perché (1934-1946), bewees Aymé eens te meer een begaafd verteller te zijn.
Zijn toneelstuk La Tête des autres (1952) houdt een pleidooi in tegen de doodstraf en maakte heel wat heftige reacties los. Andere stukken zoals Lucienne et le boucher (1948) en Clérambard (1950) waren succesvolle kleurrijke komedies.
Aymé heeft eveneens talrijke filmscenario's geschreven, zoals voor Crime et Châtiment (1935) van Pierre Chenal en Le Voyageur de la Toussaint (1943) van Louis Daquin.

Heel wat films, zowel bioscoopfilms als televisiefilms, zijn op zijn werken gebaseerd. Tot de bekendste verfilmingen behoren La traversée de Paris (1956) (van Claude Autant-Lara met Bourvil, Jean Gabin en Louis de Funès in de hoofdrollen), Le Passe-muraille (1977) (van Pierre Tchernia met Michel Serrault in de hoofdrol) en Uranus (1990) (van Claude Berri met Gérard Depardieu, Michel Galabru, Jean-Pierre Marielle, Michel Blanc en Philippe Noiret in de hoofdrollen).
Hij vertaalde ook vooraanstaande Amerikaanse schrijvers zoals Arthur Miller en Tennessee Williams.
Aymé's universum kent twee polen: het platteland (hij haalde zijn temperament in zijn geboortestreek) en de stad (hij was stedeling en ambtenaar uit noodzaak). Hij heeft daarbij altijd de werkelijkheid met het fantastische weten te versmelten. In zijn universum gaat de wereld van de realiteit (die van de lezer) geruisloos over in de imaginaire wereld (die van de schrijver). Een waargebeurde anekdote is bij hem slechts de springplank naar het vreemde, naar de droom, naar het fantastische waar het komische burlesk kan worden, het lelijke karikaturaal en het mooie subliem.

Hij was een groot stilist die erg precies in de keuze van zijn woorden was. Voor elk personage voorzag hij een eigen stijl en woordenschat. Zijn taalgebruik wordt als een van de rijkste uit de Franse literatuur van de 20e eeuw beschouwd. Nochtans genoot Aymé weinig bijval bij de literaire critici, zelfs zijn meest onschuldige teksten werden op de korrel genomen. Hij kende vooral bijval bij het grote publiek.
Aymé heeft altijd zijn statuut van politiek niet correcte schrijver gecultiveerd. Tijdens de Duitse bezetting werkte hij bijvoorbeeld samen met de communistische filmregisseur Louis Daquin, maar tezelfdertijd leverde hij teksten af voor collaborerende tijdschriften waarin dan weer geen enkel spoor van politiek engagement te bespeuren viel. Met de Bevrijding kwam hij dan ook op geen enkele zwarte lijst te staan. Meer nog, samen met o.a. Albert Camus, Paul Valéry en Jean Anouilh steunde hij het genadeverzoek dat François Mauriac indiende bij Charles de Gaulle ten gunste van de wegens collaboratie ter dood veroordeelde schrijver Robert Brasillach. Voor de rest hield hij zich ver van het intellectueel milieu. Hij werd achtereenvolgens bij links, bij rechts en ten slotte bij anarchistisch rechts ingedeeld.
- Bibsys: 90272508
- Biblioteca Nacional de España: XX1165228
- Bibliothèque nationale de France: cb118897113 (data)
- Catàleg d'autoritats de noms i títols de Catalunya: 981058515622006706
- CiNii: DA01881911
- Digitale Bibliotheek voor de Nederlandse Letteren: ayme001
- Gemeinsame Normdatei: 118651293
- International Standard Name Identifier: 0000 0001 2120 0683
- Library of Congress Control Number: n50029791
- Nationale Bibliotheek van Letland: 000022484
- MusicBrainz: cbe5bf16-c912-4907-9c86-0809589cea7b
- Bibliotheek van het Japanse parlement: 00431963
- Nationale Bibliotheek van Tsjechië: jn19990000334
- Nationale bibliotheek van Australië: 35011342
- Nationale Bibliotheek van Israël: 987007309162205171
- Nationale Bibliotheek van Polen: a0000001214144
- Nederlandse Thesaurus van Auteursnamen: 069698767
- Istituto Centrale per il Catalogo Unico: CFIV083212
- LIBRIS: 232176
- SNAC: w6rj4pqc
- Système universitaire de documentation: 026698544
- Trove: 788951
- Virtual International Authority File: 9842427
- WorldCat: E39PBJgcXqqKvrQtMBvXBDQrMP